# 恩施土家族苗族自治州
恩施土家族苗族自治州，简称恩施州，是中华人民共和国湖北省下辖的自治州，位于湖北省西南部。州境东界宜昌市，北接神农架林区，西达重庆市，南邻湖南省湘西州、张家界市、常德市。地处云贵高原东段鄂西南山地，北部为巫山山脉，东南部为武陵山脉，西部为七曜山脉。长江流经东北部，中部有清江，西部有郁江。全州总面积24,060平方公里，人口345.61万，共有29个民族，其中汉族、土家族、苗族人口比例分别约45%、48%、5%，自治州首府驻恩施市。著名民歌《龙船调》诞生在恩施州的利川市，因此恩施州又被称为“龙船调的故乡”。自治州人民政府駐恩施市舞陽大街一巷21號。

## 历史
恩施州上古夏朝时名为施国，春秋时属巴国，战国时属楚国巫郡。从唐代至宋代，鄂西实行羁縻州县制，从元代至雍正十三年，鄂西实行土司制度。雍正十三年，鄂西实行“改土归流”，改土司制度为流官制，设立施南府，辖六县。
民国成立后，废除施南府，各县直属于省。民国4年，属荆州道。民国15年，改为施鹤道，辖七县。民国17年，改为鄂西行政区。民国21年，改为第七行政督察区，下辖八县。抗日战争爆发后，1938年湖北省政府迁入恩施。
1949年设恩施专区，专署驻恩施县，辖八县。1970年恩施专区改称恩施地区，地区驻恩施县。1983年8月19日成立鄂西土家族苗族自治州，1993年4月4日改为恩施土家族苗族自治州。

## 地理

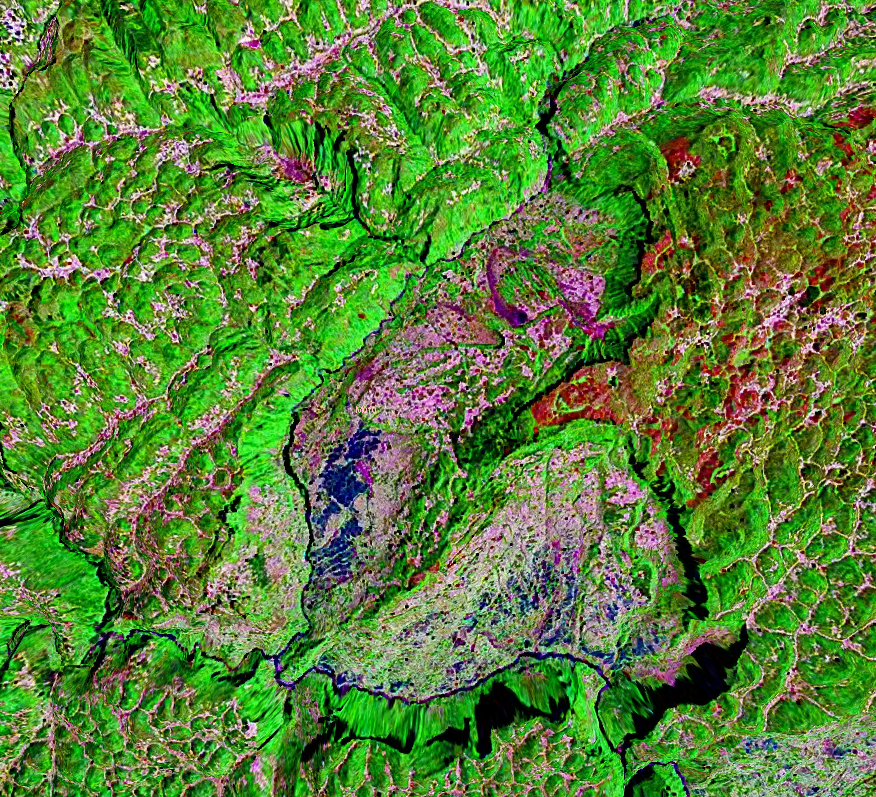
恩施大峡谷

恩施州位于湖北省西南部，地处湘、鄂、渝三省（市）交汇处。
东经108°23′12″－110°38′08″、北纬29°07′10″－31°24′13″。西连重庆市黔江区，北邻重庆市万州区，南面与湖南湘西土家族苗族自治州接壤，东北端连本省神农架林区，东面与本省宜昌市为邻。州域东西相距约220千米，南北相距约260千米。
自治州全境属山地，为云贵高原的延伸部分。由西南——东北走向的巫山山脈、齐岳山脉、武陵山脉、大娄山脉组成地势由西南向东北倾斜。
属季风性山地气候，夏无酷暑，冬少严寒，雾多，雨量充沛。 由于地形复杂，海拔高差悬殊，恩施州平均海拔1000米左右，最高三千多米，最低六十多米。岩溶地貌发育，山间多陷落盆地。
| 1981−2010年间恩施市的平均气象数据                     | 1981−2010年间恩施市的平均气象数据 | 1981−2010年间恩施市的平均气象数据 | 1981−2010年间恩施市的平均气象数据 | 1981−2010年间恩施市的平均气象数据 | 1981−2010年间恩施市的平均气象数据 | 1981−2010年间恩施市的平均气象数据 | 1981−2010年间恩施市的平均气象数据 | 1981−2010年间恩施市的平均气象数据 | 1981−2010年间恩施市的平均气象数据 | 1981−2010年间恩施市的平均气象数据 | 1981−2010年间恩施市的平均气象数据 | 1981−2010年间恩施市的平均气象数据 | 1981−2010年间恩施市的平均气象数据 |
| 月份                                                  | 1月                               | 2月                               | 3月                               | 4月                               | 5月                               | 6月                               | 7月                               | 8月                               | 9月                               | 10月                              | 11月                              | 12月                              | 全年                              |
| ----------------------------------------------------- | --------------------------------- | --------------------------------- | --------------------------------- | --------------------------------- | --------------------------------- | --------------------------------- | --------------------------------- | --------------------------------- | --------------------------------- | --------------------------------- | --------------------------------- | --------------------------------- | --------------------------------- |
| 平均高温 °C（°F）                                     | 8.6 (47.5)                        | 10.8 (51.4)                       | 15.6 (60.1)                       | 21.9 (71.4)                       | 26.2 (79.2)                       | 29.1 (84.4)                       | 31.8 (89.2)                       | 32.4 (90.3)                       | 27.9 (82.2)                       | 21.5 (70.7)                       | 16.1 (61.0)                       | 10.1 (50.2)                       | 21.0 (69.8)                       |
| 日均气温 °C（°F）                                     | 5.2 (41.4)                        | 7.1 (44.8)                        | 10.9 (51.6)                       | 16.4 (61.5)                       | 20.7 (69.3)                       | 23.9 (75.0)                       | 26.5 (79.7)                       | 26.5 (79.7)                       | 22.6 (72.7)                       | 17.0 (62.6)                       | 11.9 (53.4)                       | 6.7 (44.1)                        | 16.3 (61.3)                       |
| 平均低温 °C（°F）                                     | 2.7 (36.9)                        | 4.4 (39.9)                        | 7.5 (45.5)                        | 12.5 (54.5)                       | 16.8 (62.2)                       | 20.1 (68.2)                       | 22.8 (73.0)                       | 22.4 (72.3)                       | 18.9 (66.0)                       | 14.1 (57.4)                       | 9.1 (48.4)                        | 4.3 (39.7)                        | 13.0 (55.3)                       |
| 平均降水量 mm（）                                     | 30.4 (1.20)                       | 42.0 (1.65)                       | 61.2 (2.41)                       | 132.0 (5.20)                      | 183.8 (7.24)                      | 207.1 (8.15)                      | 263.3 (10.37)                     | 163.8 (6.45)                      | 131.0 (5.16)                      | 113.9 (4.48)                      | 67.4 (2.65)                       | 28.8 (1.13)                       | 1,424.7 (56.09)                   |
| 平均降水天数（≥ 0.1 mm）                              | 11.5                              | 11.4                              | 15.1                              | 15.9                              | 16.3                              | 16.6                              | 16.3                              | 12.8                              | 12.6                              | 14.4                              | 11.9                              | 11.2                              | 166.0                             |
| 平均相對濕度（％）                                    | 83                                | 80                                | 78                                | 78                                | 79                                | 79                                | 80                                | 76                                | 78                                | 84                                | 84                                | 85                                | 80                                |
| 月均日照時數                                          | 37.9                              | 44.6                              | 63.1                              | 105.7                             | 124.8                             | 124.4                             | 166.5                             | 204.1                             | 125.7                             | 96.5                              | 69.4                              | 49.2                              | 1,211.9                           |
| 可照百分比                                            | 12                                | 14                                | 17                                | 27                                | 30                                | 30                                | 39                                | 50                                | 34                                | 27                                | 22                                | 16                                | 27.3                              |
| 来源：中国气象局（1971−2000年间的降水天数和日照数据） |                                   |                                   |                                   |                                   |                                   |                                   |                                   |                                   |                                   |                                   |                                   |                                   |                                   |

## 政治

### 现任领导
| 机构     | · 中国共产党 · 恩施土家族苗族自治州 · 委员会 | 恩施土家族苗族自治州 人民代表大会 常务委员会 | 恩施土家族苗族自治州 人民政府 | · 中国人民政治协商会议 · 恩施土家族苗族自治州 · 委员会 |
| 职务     | 书记                                         | 主任                                         | 州长                          | 主席                                                   |
| -------- | -------------------------------------------- | -------------------------------------------- | ----------------------------- | ------------------------------------------------------ |
| 姓名     | 胡超文                                       | 田金培                                       | 夏锡璠                        | 吴建清                                                 |
| 民族     | 汉族                                         | 土家族                                       | 土家族                        | 土家族                                                 |
| 籍贯     | 湖北省鄂州市                                 | 湖北省巴东县                                 | 湖北省利川市                  | 湖北省利川市                                           |
| 出生日期 | 1966年10月（58歲）                           | 1967年7月（57歲）                            | 1970年10月（54歲）            | 1964年10月（60歲）                                     |
| 就任日期 | 2021年4月                                    | 2025年1月                                    | 2021年7月                     | 2021年1月                                              |

### 历任领导
| 州委书记 - 田期玉（1983年10月－1987年5月） - 朱纯宣（1987年5月－1995年9月） - 刘贤木（1995年9月－2002年11月） - 汤涛（2002年11月－2008年1月） - 肖旭明（2008年1月－2013年2月） - 王海涛（2013年2月－2016年11月） - 李建明（2016年11月－2017年8月） - 柯俊（2017年11月－2021年4月） - 胡超文（2021年4月－） | 州长 - 李辉轩（1983年8月－1990年5月） - 苏晓云（1990年5月－1993年5月） - 张洪伦（1993年5月－1997年9月） - 郭大孝（1997年9月－2002年12月） - 周先旺（2002年12月－2008年2月） - 杨天然（2008年5月－2015年6月） - 刘芳震（2015年7月－2021年7月） - 夏锡璠（2021年7月－） |

### 行政区划
恩施州现辖2个县级市、6个县。
- 县级市：恩施市、利川市
- 县：建始县、巴东县、宣恩县、咸丰县、来凤县、鹤峰县

## 人口
2022年末，全州户籍人口为400.25万人  。  其中，男性208.28万人，占总人口的52.0%；女性191.97万人，占总人口的48.0%。全年出生人口2.13万人，出生率为5.04‰；死亡人口2.48万人，死亡率为5.89‰；自然增长率为-0.85‰。
根据2020年第七次全国人口普查，全州常住人口为3,456,136人。同第六次全国人口普查的3,290,294人相比，十年共增加了165,842人，增长5.04%，年平均增长率为0.49%。其中，男性人口为1,767,569人，占总人口的51.14%；女性人口为1,688,567人，占总人口的48.86%。总人口性别比（以女性为100）为104.68。0－14岁的人口为619,171人，占总人口的17.92%；15－59岁的人口为2,126,685人，占总人口的61.53%；60岁及以上的人口为710,280人，占总人口的20.55%，其中65岁及以上的人口为543,981人，占总人口的15.74%。居住在城镇的人口为1,609,251人，占总人口的46.56%；居住在乡村的人口为1,846,885人，占总人口的53.44%。

### 民族
这里生活着汉族、土家族、苗族、侗族等29个民族。全州常住人口中，汉族人口为1,466,906人，占42.44%；土家族人口为1,727,873人，占49.99%；苗族人口为183,098人，占5.3%；其他少数民族人口为78,259人，占2.26%。与2010年第六次全国人口普查相比，汉族人口减少24,401人，下降1.64%，占总人口比例下降2.88个百分点；各少数民族人口增加190,243人，增长10.58%，占总人口比例增加2.88个百分点。其中，土家族人口增加164,925人，增长10.55%，占总人口比例增加2.49个百分点；苗族人口增加18,254人，增长11.07%，占总人口比例增加0.29个百分点；侗族人口增加2,410人，增长4.8%，占总人口比例不变。
| 民族名称                | 土家族    | 汉族      | 苗族    | 侗族   | 白族  | 蒙古族 | 回族  | 壮族  | 畲族  | 彝族  | 其他民族 |
| ----------------------- | --------- | --------- | ------- | ------ | ----- | ------ | ----- | ----- | ----- | ----- | -------- |
| 人口数                  | 1,727,873 | 1,466,906 | 183,098 | 52,665 | 5,190 | 3,504  | 3,334 | 2,287 | 2,180 | 1,184 | 7,915    |
| 占总人口比例（%）       | 49.99     | 42.44     | 5.30    | 1.52   | 0.15  | 0.10   | 0.10  | 0.07  | 0.06  | 0.03  | 0.23     |
| 占少数民族人口比例（%） | 86.86     | －        | 9.20    | 2.65   | 0.26  | 0.18   | 0.17  | 0.11  | 0.11  | 0.06  | 0.40     |

## 经济

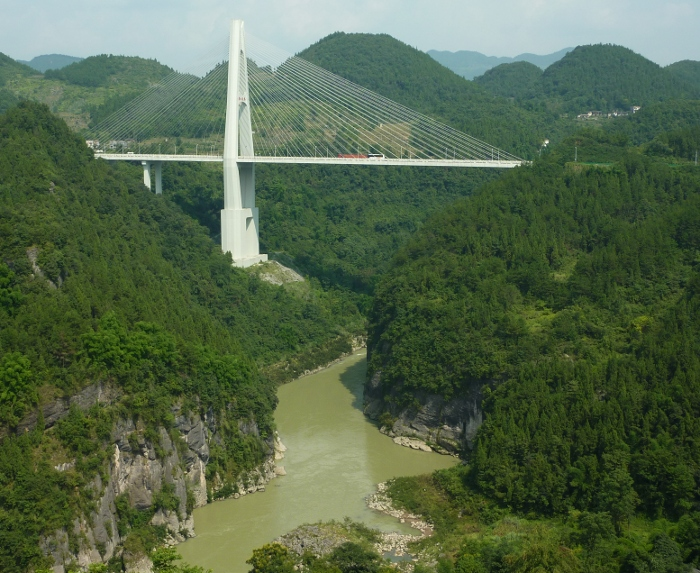
清江大桥

农业主产水稻、小麦、玉米，工业以煤炭、烟草、皮革等行业为支柱产业。土特产众多，富硒茶、忠路雾洞茶古为皇家贡茶。忠路花台米和谋道支罗米古为皇家贡米，利川市被誉为水杉之乡、莼菜之乡、薇菜之乡、坝漆之乡和黄连之乡。是全国13个优质烤烟基地之一。
恩施州特色资源丰富，硒资源富甲天下，被誉为“世界硒都”，具有世界上唯一独立的硒矿床，是中国大陆迄今发现的第一个高硒区。
“金丝桐油”全国第一，“毛坝生漆”驰名中外，莼菜、薇菜、蕨菜、芸豆、魔芋、葛仙米、凤头姜、茗合、山药等山野菜，斐声海外。
全州40多万亩优质茶园，是湖北省茶叶生产和出口的重要基地伍家。恩施又是“烟草王国”，拥有优质烟叶基地60万亩，名贵药材文明全国，被誉为“华中药库”。旅游资源独具特色，被誉为“休闲胜地”，与张家界、长江三峡构成了中国黄金旅游线上的“金三角”。

## 交通

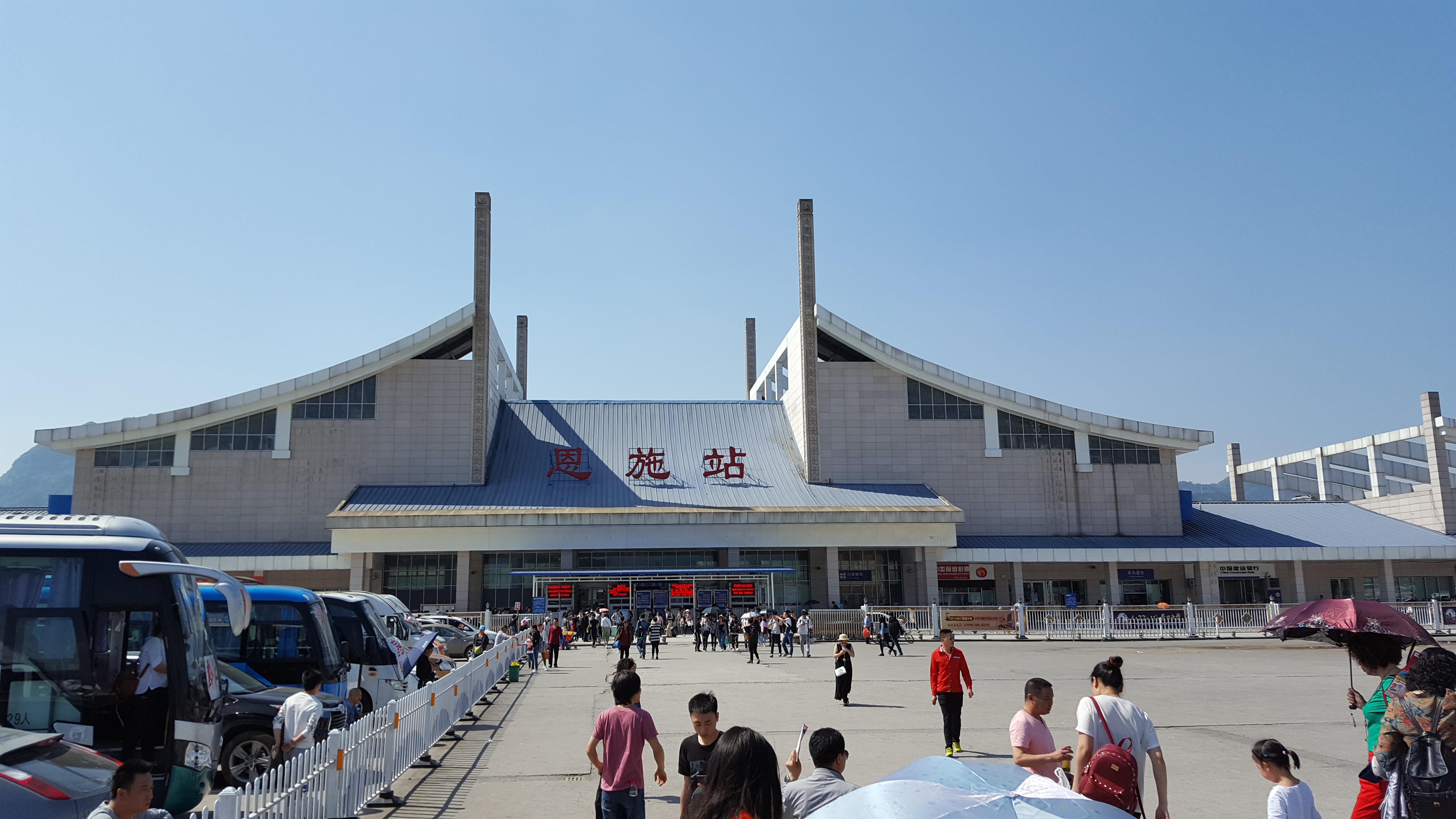
恩施火车站

- 航空：许家坪机场，据2020年3月机场官网信息显示，2019/2020冬春航季，恩施许家坪机场共有11家中外航司在此开通27条航线，通航中国国内外22个城市。

- 公路：沪蓉高速公路、沪渝高速公路、 318国道、 209国道、 242国道11条省道贯穿恩施州，多跨越大山，道路险峻。恩施客运站有发往州内各县，省内武汉、宜昌等地和重庆、广州、温州等外省城市的班车。

- 铁路：宜萬鐵路東西贯穿恩施州，有通往北京、广州、重慶、成都、武漢等地的列車。同时有黔张常鐵路过境，国家新规划的沿江鐵路的宜昌至涪陵段也经过恩施。

## 旅游

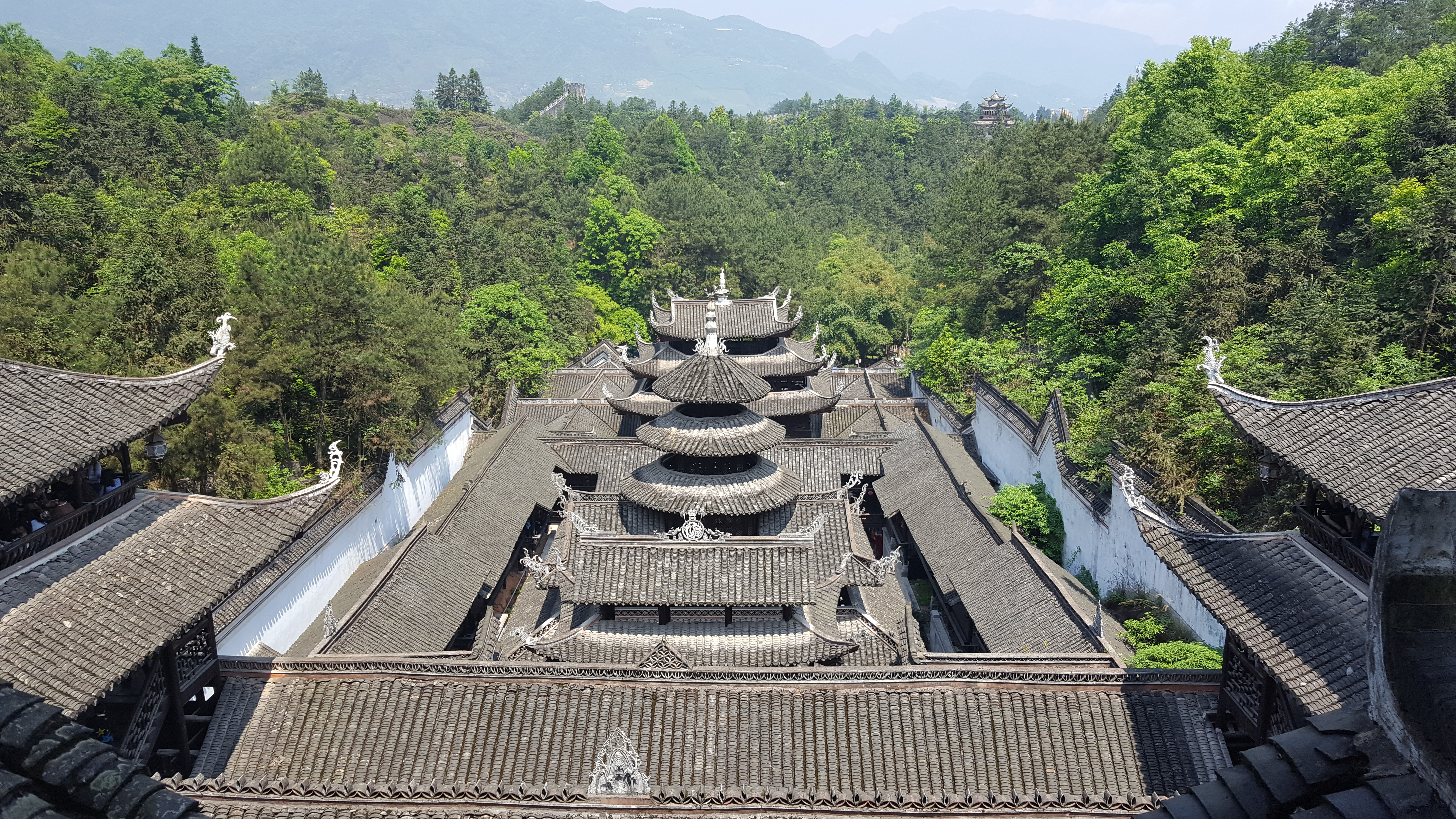
恩施土司城

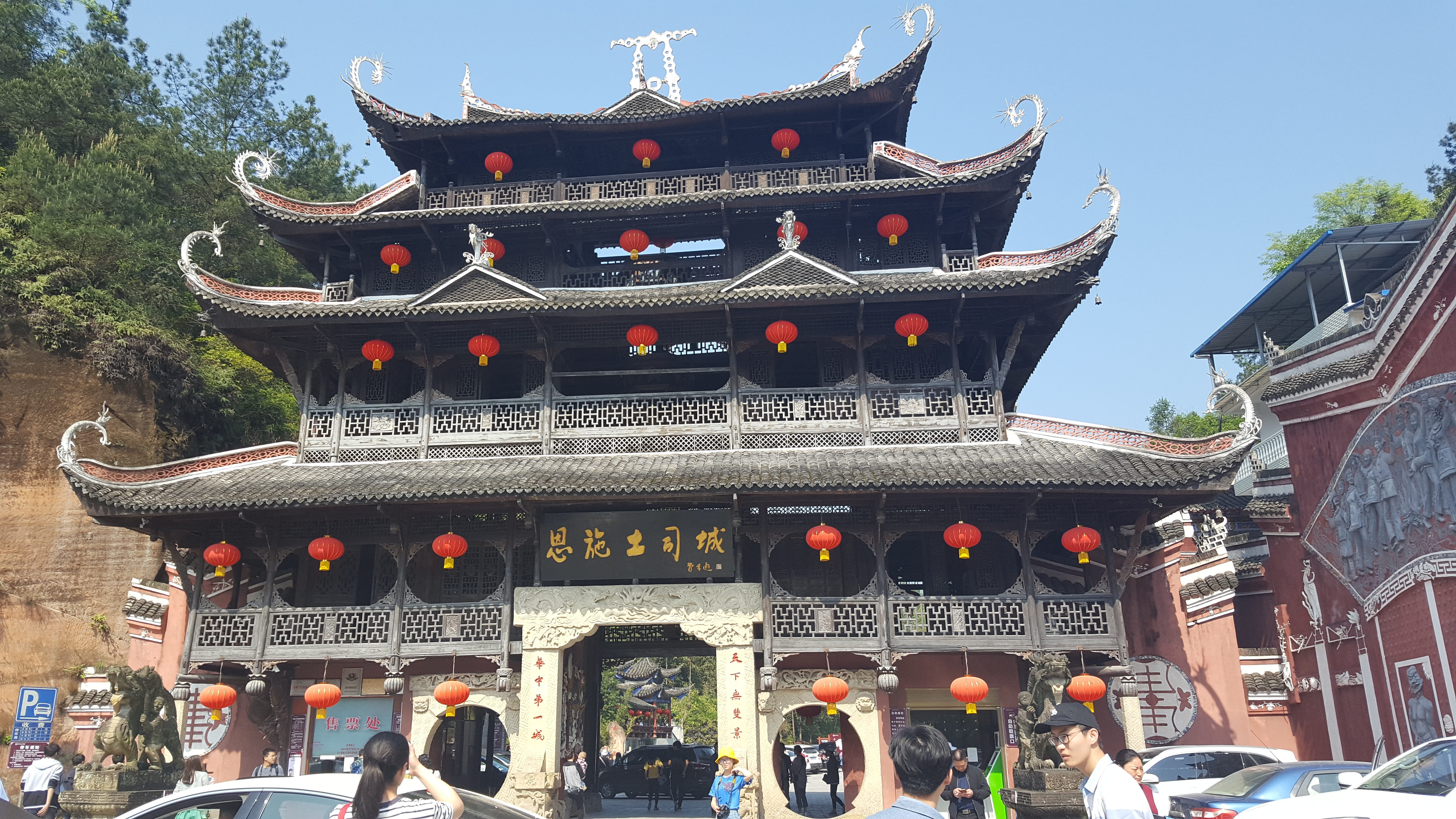
恩施土司城墨衡楼

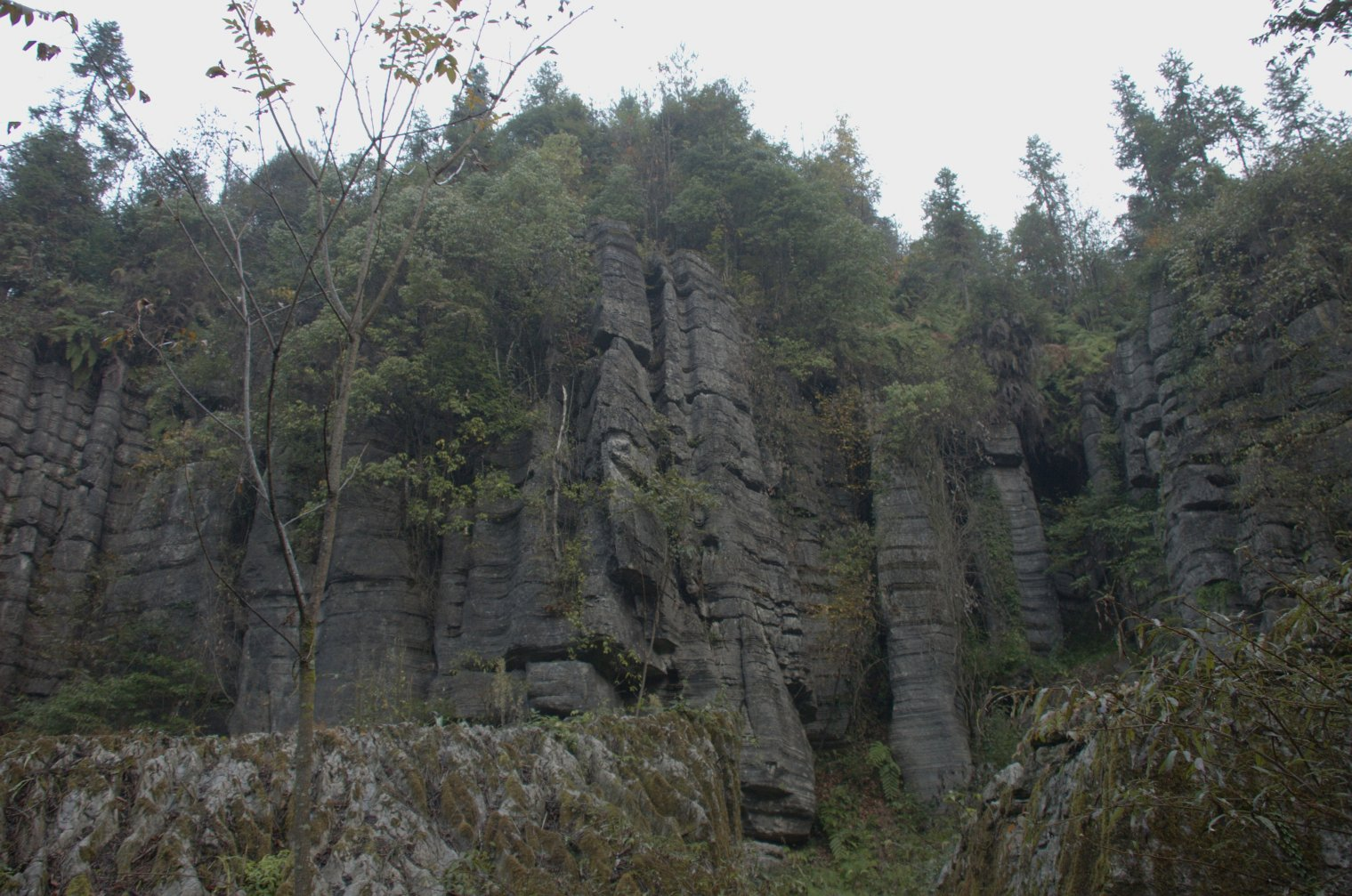
梭布垭石林

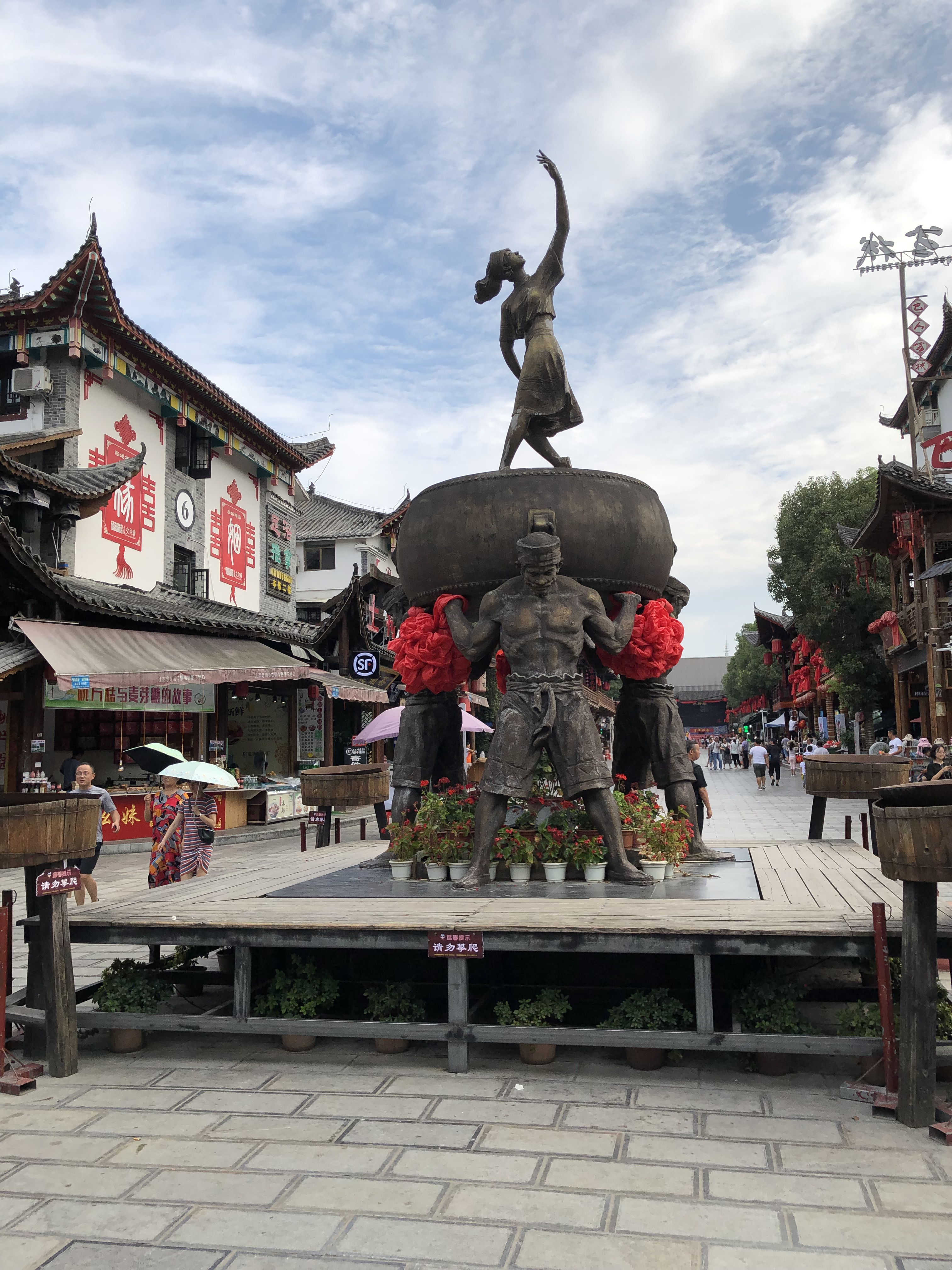
土家女儿城

恩施州风景以如诗如画的山水风光和光怪陆离的奇洞异穴为主，主要景点有恩施大峡谷、清江画廊、腾龙洞、鱼木寨、大水井宗祠、星斗山原始森林、土司王城、土家摆手堂、梭步垭石林等。除此以外，土家族的吊脚楼、侗乡的风雨桥、七月的女儿会、耕耘时的薅草锣鼓、葬礼时跳的撒尔荷、吉庆时跳的摆手舞，都展示着绚丽多彩的恩施风情。
恩施州雨多、雾多，雨热同期，前往恩施旅游最好避开雨季。
- 大峡谷：恩施大峡谷位于恩施市屯堡乡和板桥镇境内，大峡谷中绝壁与峰丛并存，面积广大，雄奇壮观，在喀斯特地形中非常罕见，可以概括为“清江升白云、绝壁环峰丛、天桥连洞群、暗河接飞瀑、地缝配天坑”。
- 土司城：仿古土司庄园的建筑群，建有土家族、苗族、侗族的传统建筑。分为民族文化展示区、宗教展示区和娱乐休闲区。核心景点是九进堂。
- 小鸡公岭摆手堂：土家人跳摆手舞的场所。建于清嘉庆年间，面积为500平方米，是现存同类建筑中时代最早、保存最好的一处。
- 文昌祠：又名文昌宫、文昌庙，为清代佛教建筑，双重檐歇山顶无斗拱砖木结构，现存天井、卷厅、正殿等。
- 腾龙洞：世界最大单体溶洞，长52.5千米。由水洞、旱洞、鲶鱼洞、凉风洞、独家寨以及三个龙门、化仙坑等景区组成。
- 鱼木寨：三面绝壁，地势险要的土司皇城，堪称土家文化遗留的中心。景区内城堡寨墙、雄关栈道、古墓石雕都保存完好。
- 龙麟宫：集水洞、迷津洞、干洞为一体的天然大型溶洞，洞长2300多米。主要有一坛、两府、三峡、九龙、十三厅、二十八珍奇等二百多个景点。
- 梭布垭石林：典型的喀斯特地貌，总面积21平方公里，是中国第二大石林。分为古柏民俗乐园、青龙寺、六步关、莲花寨等八大景区。
- 清江闯滩：被誉为“神州第一漂”，全长38.5千米，最窄处仅15米。体验险滩漂流的同时感受古朴独特的土家风情。每年4－10月清江水量较大，是闯潭的最佳季节。
- 神农溪：发源于神农架主峰，典型的峡谷溪流。流经棉竹峡、鹦鹉峡、龙昌洞峡，最狭处两岸相距仅7米。沿溪漂流刺激惊险。
- 大水井：由李氏宗祠和李氏庄园两部分组成，属清朝建筑，其规模在湖北古建民居中首屈一指。
- 水杉王：有“天下第一杉”之称，树龄达600余年，树高35米，胸径2.4米。
- 连珠塔：建于清道光年间，是恩施市的标志性建筑。由大小山门、斋堂、花墙和石坊组成。塔高40米，塔身以大青砖砌成，塔内有悬梯，顶层可观恩施全景。
- 星斗山：区内保存有2033种植物和378种陆生脊椎动物，被誉为“华中天然植物园”。山南部12公里的黄金洞是世界上罕见的复杂洞穴系统。
- 仙佛寺：中國开凿年代最久远的石窟寺之一，建凿于公元335年。石窟中有大小石佛100余尊，雕工古朴精湛。

### 全国重点文物保护单位
- 大水井古建筑群
- 建始直立人遗址
- 施州城址
- 唐崖土司城址
- 容美土司遗址
- 鱼木寨
- 仙佛寺石窟
- 五里坪革命旧址
- 彭家寨古建筑群

## 友好城市
恩施州——韩国堤川市	            2021年8月26日
恩施州——新西兰怀马卡里里地区	2019年4月
恩施州——爱尔兰戈尔韦市         2019年1月25日